# Rondeau (Debussy)
Pour les articles homonymes, voir Rondeau.
Rondeau est une mélodie pour voix et piano de Claude Debussy composée en 1881 sur un poème d'Alfred de Musset.

## Présentation
Rondeau, à l'incipit « Fut-il jamais douceur de cœur pareille », est composé à l'été 1881, sur un texte d'Alfred de Musset (Poésies nouvelles, Paris, Charpentier, 1877, p. 243).
La mélodie, « pleine de fraîcheur et de grâce », est dédiée à Alexandre von Meck, fils de Nadejda von Meck, chez qui Debussy était accompagnateur et répétiteur des enfants durant les étés et automnes 1880 à 1882,.
La partition est publiée en 1932 par Schott, Mayence, avec une traduction anglaise et allemande du texte.
La durée moyenne d'exécution de la pièce est de deux minutes trente environ.
Dans le catalogue des œuvres du compositeur établi par le musicologue François Lesure, Rondeau porte le numéro L 17 (30).

## Discographie
- Debussy : mélodies de jeunesse, Donna Brown et Stéphane Lemelin, ATMA Classique, 2001.
- Claude Debussy : intégrale des mélodies, 4 CD, Liliana Faraon et Magali Léger (sopranos), Marie-Ange Todorovitch (mezzo-soprano), Gilles Ragon (ténor), François Le Roux (baryton), Jean-Louis Haguenauer (piano), Ligia Digital, 2014[4],[5] ;
- Debussy Songs vol. 4, Lucy Crowe (en) (soprano), Malcolm Martineau (piano), Hyperion Records CDA68075, 2018 ;
- Claude Debussy : The complete works, CD 19, Mady Mesplé (soprano), Dalton Baldwin (piano), Warner Classics, 2018[6].